# Diagram Gantta

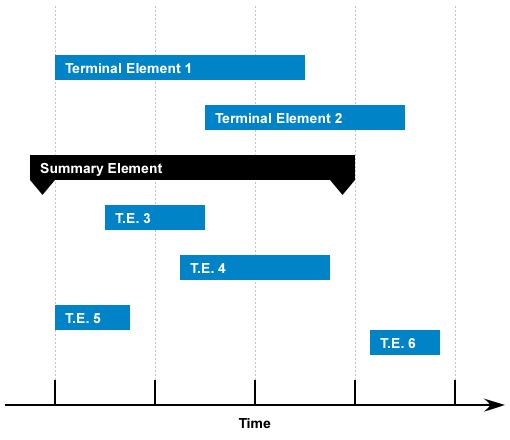
Diagram Gantta

Diagram Gantta, także harmonogram Adamieckiego – graf stosowany głównie w zarządzaniu projektami. Uwzględnia się w nim podział projektu na poszczególne zadania oraz rozplanowanie ich w czasie.
Pierwsze narzędzie tego typu stworzył Karol Adamiecki w 1896 roku, jednak nie opublikował go do roku 1931. Nazwa tych diagramów pochodzi od nazwiska Henry’ego Gantta, który opracował je w 1910 roku dla fabryki Bethlehem Steel System Zadań i Premii (The Task and Bonus System) i w tym samym czasie opublikował w „Engineering Magazine”. System ten stworzył podstawy nowoczesnego zarządzania projektami, wnosząc m.in. metodę tworzenia diagramów Gantta, pozwalających na prezentacje wykresów ukazujących harmonogram zadań w projekcie.
Istnieje wiele metod tworzenia diagramów Gantta, jak również duża ilość możliwych do zastosowania oznaczeń.

## Bardziej popularne oznaczenia
| Nazwa                | Oznaczenie graficzne                                      | Przykład | Znaczenie |
| -------------------- | --------------------------------------------------------- | -------- | --- |
| zadanie krytyczne    | dowolnie zacieniowany prostokąt                           | rys 1.   | zadanie istotne, niepomijalne dla projektu, którego ukończenie warunkuje dalsze postępowanie; zadania krytyczne i niekrytyczne spinane są przez podsumowanie                        |
| zadanie niekrytyczne | prostokąt bez wypełnienia                                 | rys 2.   | zadanie mniej istotne dla projektu – nie warunkuje jego powodzenia, choć może stanowić ułatwienie dla osiągnięcia celu                                                              |
| podsumowanie         | prostokąt, najczęściej wypełniony, z „ząbkami” na końcach | rys 3.   | jest to oznaczenie pewnego etapu projektu, który składa się z zadań, zazwyczaj po podsumowaniu występuje kamień milowy, który pozwala na zatwierdzenie danej fazy i przejście dalej |
| kamień milowy        | kwadrat obrócony o 45°, wypełniony                        | rys 4.   | szczególny rodzaj zadania, sygnał zakończenia pewnej fazy, jednorazowe zdarzenie, warunkuje przejście do następnego etapu                                                           |

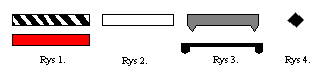
Przykłady oznaczeń

A oto przykładowy diagram z zastosowaniem powyższych oznaczeń:

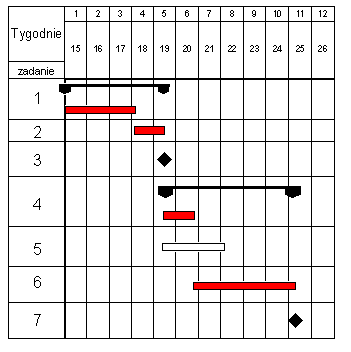
Diagram Gantta 2